# 拉尔斯·艾萨克森
拉尔斯·艾萨克森（瑞典語：Lars Isacsson，1970年2月18日—），是瑞典政治人物，现任瑞典议会议员。瑞典社民党党籍。在2022年当选国会议员前，他曾是阿沃斯塔市的市议员。2019年起，他担任社民党在达拉纳省的党部负责人。